# Iphigénie
Pour les articles homonymes, voir Iphigénie (homonymie) et Iphianassa.
Dans la mythologie grecque, Iphigénie (en grec ancien Ἰφιγένεια / Iphigéneia, composé de l'adverbe ἶφι / īphi, « avec force, avec courage », et de γένος / génos, « naissance, origine ») ou Iphianassa (Ἰφιάνασσα / Iphiánassa, chez Homère) est la fille d'Agamemnon et de Clytemnestre, et la sœur d'Oreste, d'Électre et de Chrysothémis, donc soumise au joug de la malédiction des Atrides. Selon une autre légende, elle serait la fille de Thésée et d'Hélène confiée par sa mère à Clytemnestre pour paraître vierge à son mari, Ménélas.
Hypostase d'Artémis, la légende d'Iphigénie comme son culte sont étroitement liés à la déesse « maîtresse des animaux sauvages ».

## Étymologie et autres noms
Les composés (W)iphi- ont toujours un sens instrumental « par (la) force », « de force ». Il faudrait interpréter son nom comme signifiant « née de la force ». Le rapport avec l'enfantement se basant sur l'homologie entre la naissance et la production du feu par frottement : « le feu nouveau est assimilé à un enfant nouveau-né ». Iphigénie serait ainsi un ancien Feu divin féminin. La forme Iphianassa n'est probablement qu'une substitution, les auteurs ultérieurs remettant en honneur la forme Iphigéneia abandonnée en raison de son étrangeté.
Hésiode rapporte l’épisode du sacrifice expiatoire d’Iphigénie par son père, en l’appelant Iphimédée.

## Liens avec Artémis et culte
Iphigénie est originellement une déesse, hypostase d'Artémis. Pausanias signale à Corinthe l'existence d'un sanctuaire d'Artémis surnommé Iphigénie. Il mentionne à Égira en Achaïe une très ancienne représentation d'Iphigénie dans le temple d'Artémis.
Si on considère qu'Iphigénie est le nom originel d'Artémis, on peut interpréter la légende de sa naissance. L'accouchement de Léto qui dure neuf jours justifie son nom.
Le tissage des femmes mortes en couches était offert à Iphigénie alors qu'Artémis recevait les vêtements de la survivante,.
Jean-Pierre Vernant interprète également Iphigénie comme une figure rituelle, un personnage lié à la transformation et au passage, incarnant des qualités propres à Artémis. Pour Claude Calame, les sanctuaires d'Artémis à Brauron et à Halai Araphenides montrent une forte connexion entre les jeunes filles (arktoi, ou « ourses ») et Iphigénie, où elle semble fonctionner comme une figure divine ou sacerdotale. Pour Nicole Loraux, la fonction sacrificielle d’Iphigénie reflète une qualité divine : celle de réguler les passages entre vie et mort. Le rôle sacerdotal d’Iphigénie en Tauride, où elle officie au nom d’Artémis, suggère, lui, une identité fusionnelle ou une ancienne unité des deux figures.

## Mythe
Agamemnon a été désigné par la coalition des rois grecs pour diriger les troupes grecques contre la ville de Troie. En effet, Ménélas, frère d'Agamemnon, a contraint tous les rois grecs à honorer le serment de Tyndare et donc à l'aider à reprendre son épouse, Hélène, enlevée par Pâris, fils du roi de Troie. Lorsque Agamemnon tente de lancer la flotte grecque réunie à Aulis vers les côtes de Troie, les vents restent défavorables. Calchas le devin révèle alors qu'une offense commise par Agamemnon contre Artémis en est la cause et que seule la mort de sa fille Iphigénie apaisera la colère de la déesse. Agamemnon refuse d'abord le sacrifice, mais poussé par Ménélas et Ulysse, il s'y résigne.

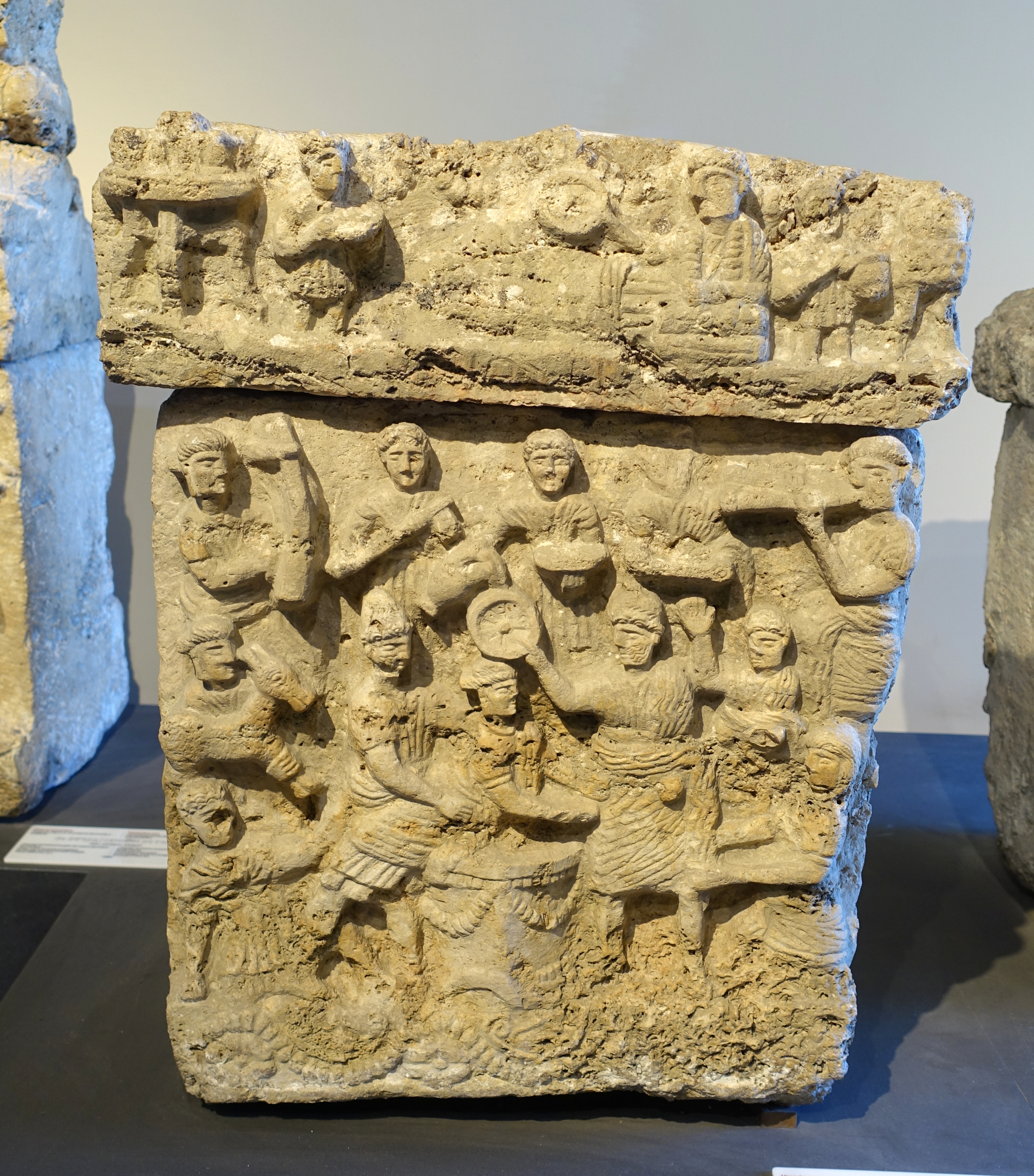
Urne avec scène de banquet et sacrifice d'Iphigénie, 2e moitié du IIe siècle av. J.-C., travertin, Musée grégorien étrusque.

Agamemnon invente alors un stratagème afin d'attirer Iphigénie à Aulis : on fait dire à Clytemnestre qu'Achille refuserait de partir si on ne lui accordait pas la main d'Iphigénie. Une fois arrivées au camp achéen, Clytemnestre et Iphigénie finissent par apprendre le funeste destin qui lui est réservé. Consciente, toutefois, de la nécessité du sacrifice vis-à-vis de la Grèce, Iphigénie accepte de mourir selon Euripide (Iphigenie en Aulide), mais au contraire maudit les siens selon Eschyle (Agamemnon). Au moment du sacrifice, Artémis l'aurait, suivant certains écrits, remplacée in extremis par une biche, afin de la préserver de la folie des hommes, et en aurait fait la prêtresse de son temple en Tauride. Selon Racine, elle aurait été remplacée par Ériphile, fille d'Hélène et de Thésée sur un décret de Calchas qui aurait désigné cette dernière comme étant « Un autre sang d'Hélène, une autre Iphigénie » (vers 1749). Clytemnestre, contrairement à sa fille, ne pardonnera pas à Agamemnon et se vengera en le tuant au retour de la guerre de Troie. Selon une autre version, Agamemnon fut assassiné par Égisthe, l'amant de sa femme Clytemnestre, avec l'aide de celle-ci : crime qui sera vengé par Oreste, leur fils, d'après l'oracle d'Apollon. Plus tard, le matricide sera pardonné par les Athéniens.

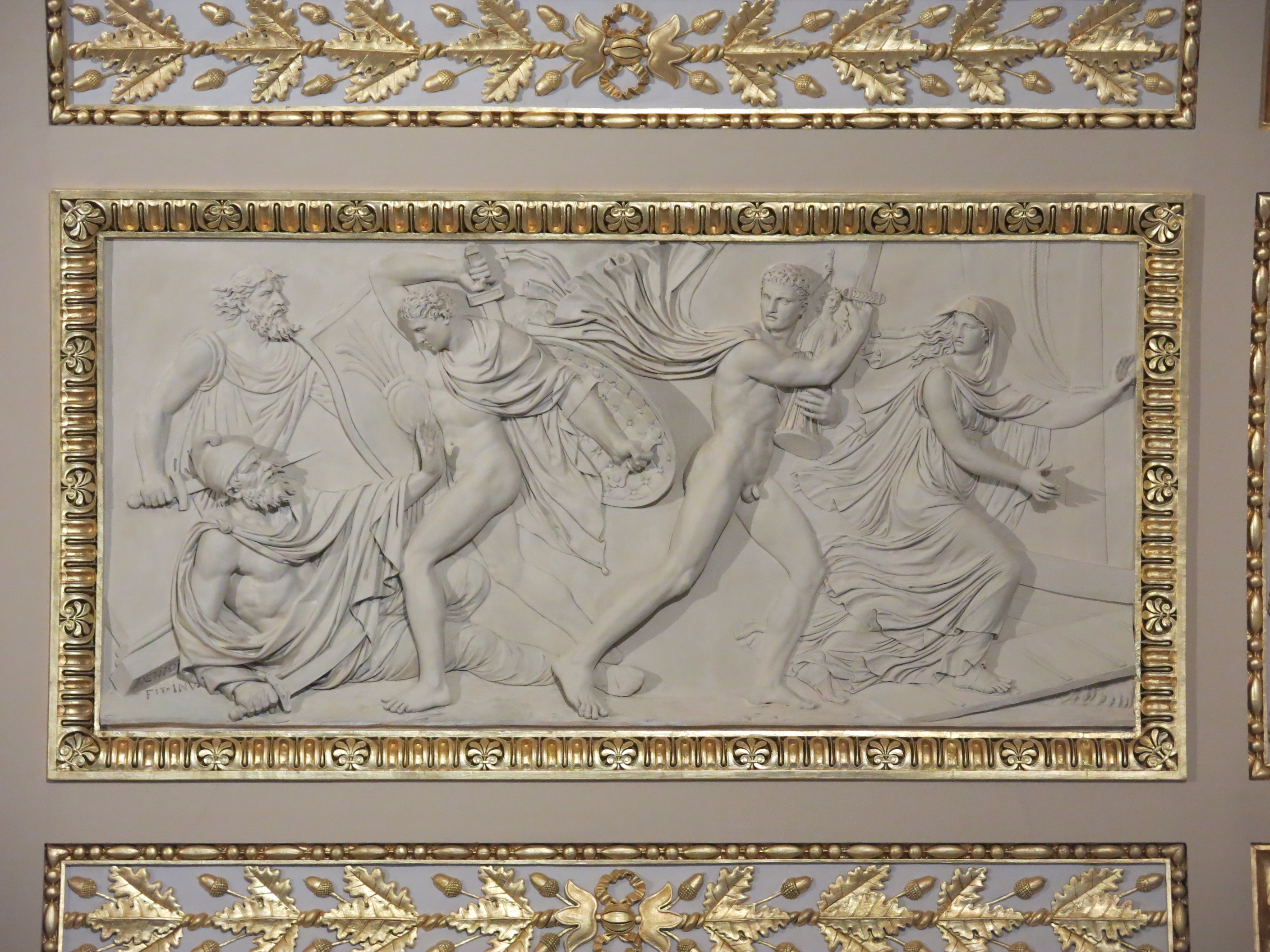
Oreste et Iphigénie enlevant la statue de Diane Taurique, Salle de Diane, Musée du Louvre.

En Tauride, après son sacrifice manqué, Iphigénie est prêtresse d'Artémis (Artemis Tauropolos) et a pour fonction de sacrifier tous les étrangers qui abordent la région. Bien des années plus tard, Oreste, frère d'Iphigénie qu'elle croit mort, et son ami Pylade abordent la Tauride. Ils obéissent ainsi à l'oracle de Delphes qui leur a ordonné d'emporter la statue d'Artémis. Iphigénie les reconnaît et les aide à s'échapper avec la statue. Poursuivis, ils sont aidés par la déesse Athéna et finalement retournent tous les trois en Grèce. Elle aurait été vénérée, à en croire l'Iphigénie en Tauride d'Euripide, dans le sanctuaire d'Artémis Brauronia à Vravrona (antique Brauron) au sud-est d'Athènes. Elle y aurait fini ses jours en tant que prêtresse (kleidouchos) de la déesse. À sa mort, les vêtements des femmes mortes en couches lui auraient été consacrés. Aucune source archéologique ou épigraphique ne vient toutefois en appui des vers du tragique.
Elle obtient, selon Hésiode, le surnom d'Hécate après sa mort[réf. nécessaire].

## Interprétations
Pour Jean Haudry, il convient d'inverser la chronologie des deux parties principales de sa légende. Iphigénie en Tauride, prêtresse d'Artémis, devait précéder Iphigénie en Aulide, fille d'Agamemnon. Il explique le rôle de prêtre ou prêtresse attribué à un ancien Feu en raison de sa fonction de « convoyeur » des offrandes. Selon Euripide, elle pratique « le feu sacré brûlant dans l'abîme rocheux ».

## Évocations artistiques
- Iphigénie à Aulis et Iphigénie en Tauride, tragédies grecques d'Euripide
- Le De rerum natura de Lucrèce contient une scène sur le sacrifice.
- Iphigénie, tragédie française de Rotrou
- Le Sacrifice d'Iphigénie, haut peint, du 2e quart du XVIIe siècle, d'une cheminée transposée d'un ancien hôtel particulier parisien de la rive gauche, dans l'actuelle salle 1.03 du musée Carnavalet
- Iphigénie, tragédie française de Racine
- Iphigénie en Tauride, tragédie allemande de Goethe
- Iphigénie en Tauride, tragédie de Gluck
- Iphigénie en Aulide et Iphigénie en Tauride, opéras de Gluck
- Iphigenia, pièce de théâtre de Mircea Eliade, 1939-1940
- Iphigénie, film de Michael Cacoyannis, 1977
- Léonard Hi-Fi génie : 4ème tome de Léonard (bande dessinée), 1980. Le terme « génie » est présent dans le titre de chaque tome.
- Iphigénie ou le Péché des dieux, Michel Azama, Théâtrales, 1991
- Les Émigrants ou Iphigénie devant la gare (Los hòra-trèits o Ifigenia davant la gara) de Bernard Manciet, 1999
- Un piège pour Iphigénie, roman jeunesse d'Évelyne Brisou-Pellen, 2003
- Mise à mort du cerf sacré (The Killing of a Sacred Deer), film de Yorgos Lanthimos, 2017.
- Iphigénie, Agamemnon, Électre, pièce de Tiago Rodrigues, 2020.

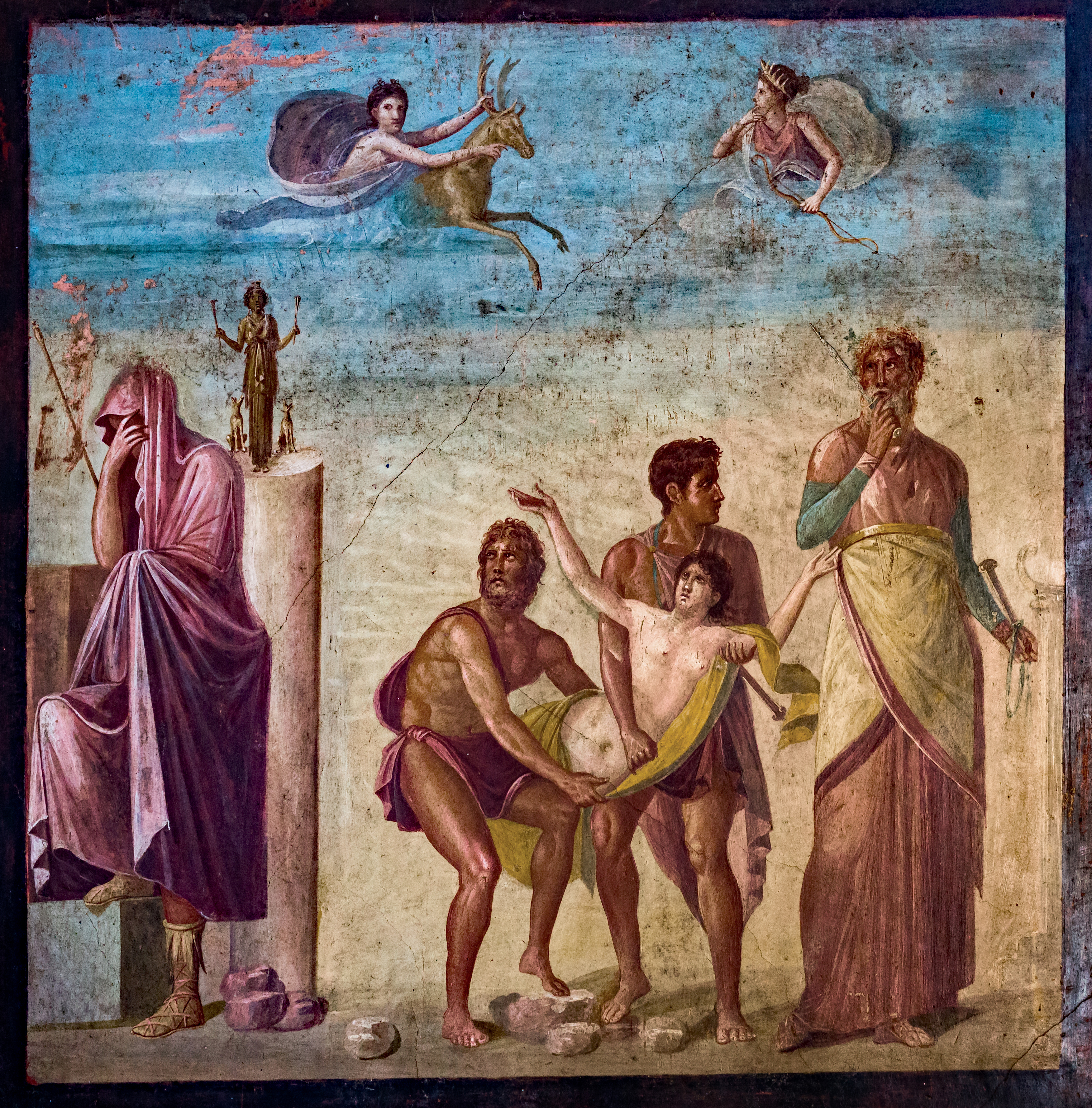
Le sacrifice d'Iphigénie. Fresque antique de Pompéi, peut-être une copie du tableau de Timanthe.
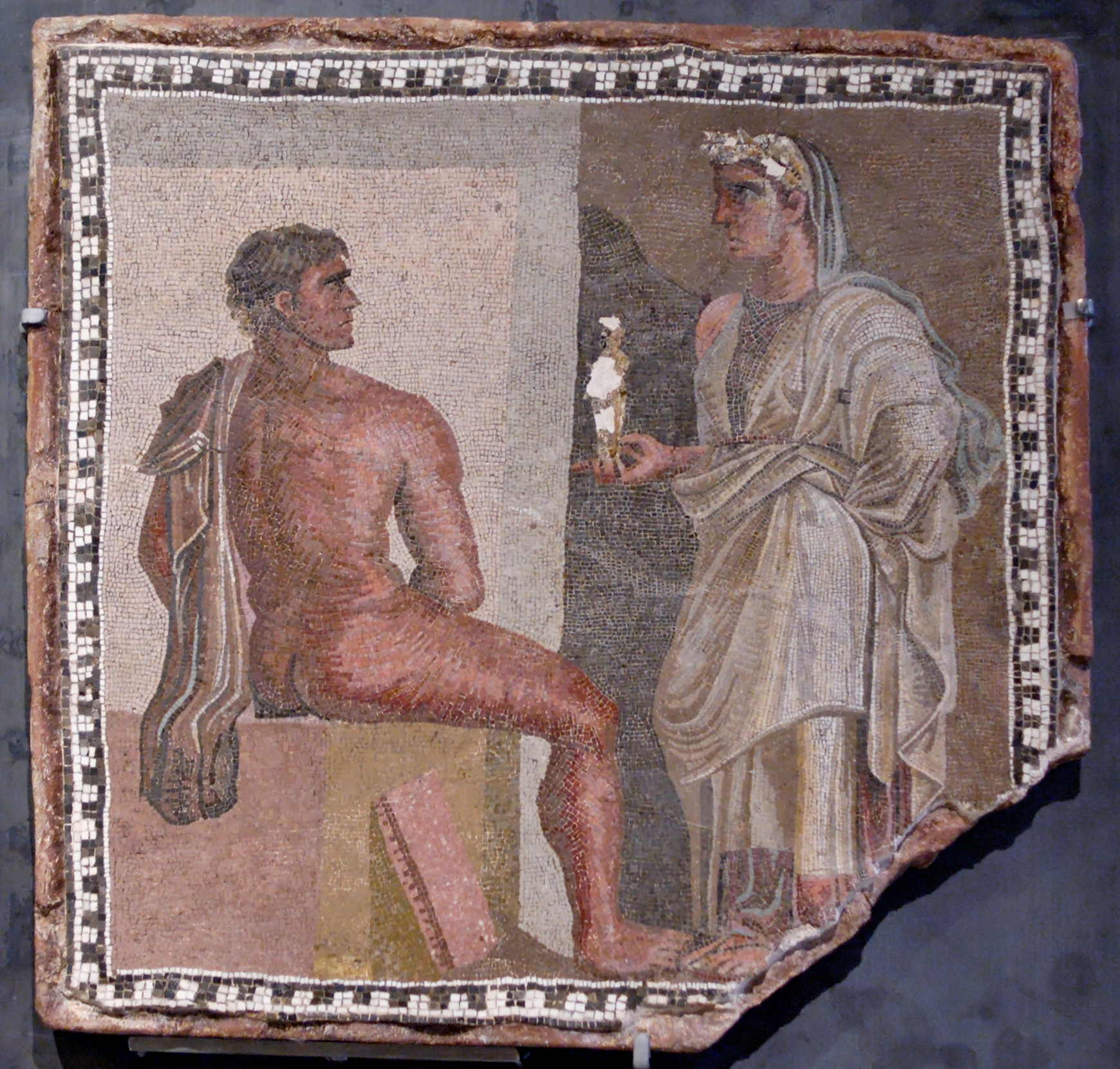
Oreste et Iphigénie, mosaïque romaine, IIe-IIIe siècle, Musées capitolins (Rome).
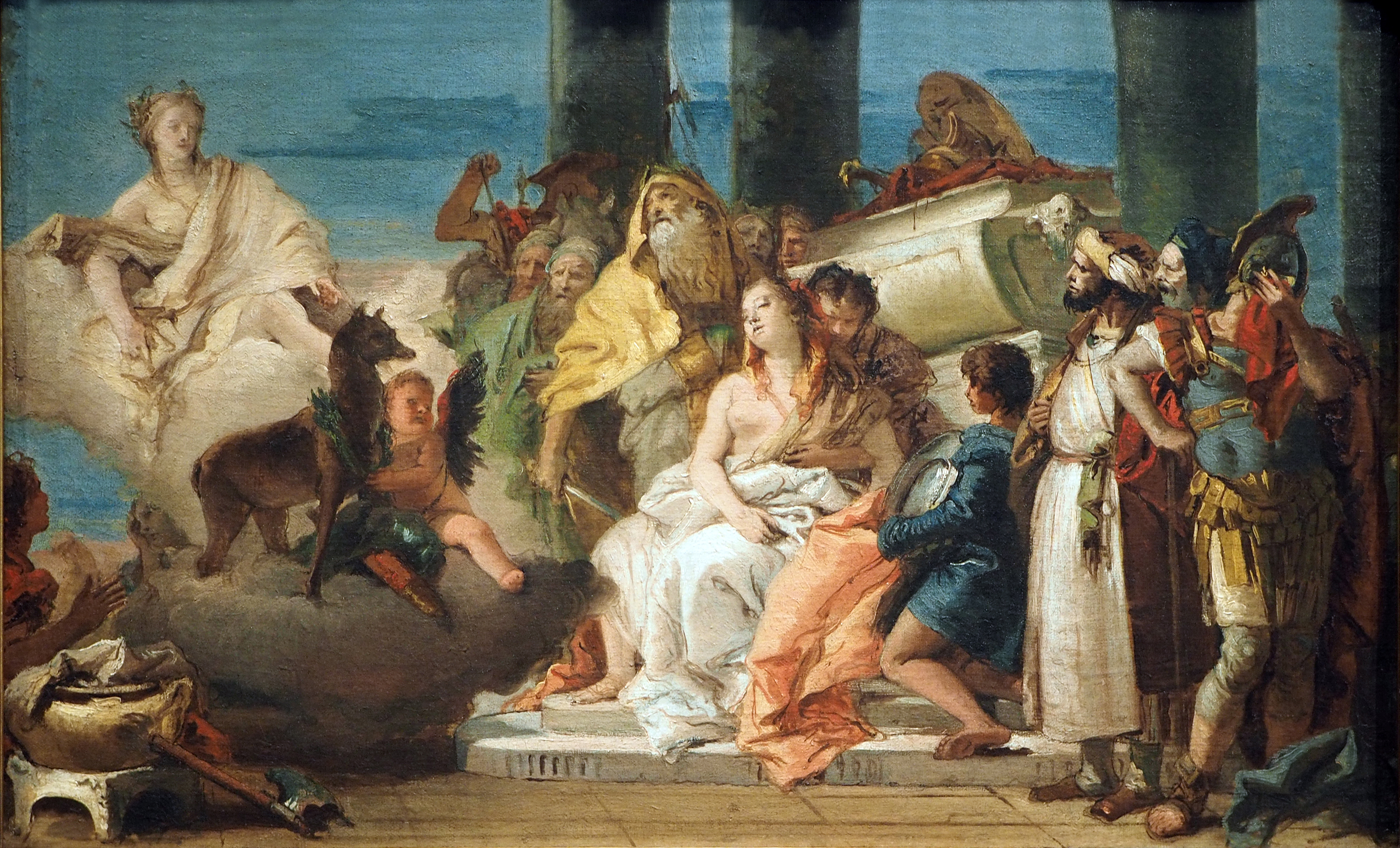
Le Sacrifice d'Iphigénie Giambattista Tiepolo, 1747-1750 Kunsthalle de Hambourg[13].

Au XIXe siècle, une série de pièces de théâtre est créée, traitant du dernier épisode de l'histoire d'Iphigénie :
- en 1843, Iphigénie à Delphes par Karl Ludwig Kannegiesser
- 1854, Iphigénie à Delphes par Karl Schröder
- 1855 : Iphigénie à Delphes par Archer Gurney
- 1856 : Iphigénie à Delphes par Friedrich Halm
- 1865 : Iphigénie à Delphes par Josef Victor Widmann
- 1873 : Iphigénie à Delphes par Karl Ernst
- 1880 : Iphigénie à Delphes par Ernst Lohwag
- 1889 : Iphigénie à Delphes par Karl Wilhelm Geissler
- 1890 : Iphigénie à Delphes par Richard Garnett
- 1898 : Iphigénie à Delphes de Siegfried Anger

#### Sources antiques
- Pseudo-Apollodore, Épitome [détail des éditions] [lire en ligne] (II, 16 ; III, 22).
- Eschyle, Orestie.
- Euripide, Iphigénie à Aulis [détail des éditions] [lire en ligne], Iphigénie en Tauride [détail des éditions] [lire en ligne], Oreste [détail des éditions] [lire en ligne].
- Hygin, Fables [détail des éditions] [(la) lire en ligne] (XCVIII ; CXX ; CXXI).
- Nonnos de Panopolis, Dionysiaques [détail des éditions] [lire en ligne] (XIII, 107).
- Ovide, Métamorphoses [détail des éditions] [lire en ligne] (XII, 24–38).
- Pausanias, Description de la Grèce [détail des éditions] [lire en ligne] (I, 43, 1 ; II, 22, 6-7 ; III, 16, 7).
- (en) Chants cypriens [détail des éditions] [lire en ligne].
- Antoninus Liberalis, Métamorphoses, XXVII.
- Sophocle, Électre.